# Río Pigeon
El río Pigeon es un río del sureste de Estados Unidos que pasa por los estados de Carolina del Norte y Tennessee, desaguando en el río French Broad. Tiene una longitud de 113 km.
El río toma su nombre de la Paloma migradora (en inglés, Passenger Pigeon), un ave extinta cuya ruta de migración incluía el valle de este río en Carolina del Norte.

## Curso
Nace en el suroeste de Carolina del Norte por la confluencia de sus dos cabeceras, el West Fork Pigeon y el East Fork Pigeon, y fluye hacia el norte dejando al oeste el Parque nacional de las Grandes Montañas Humeantes, y desagua en el Río French Broad al noreste del estado de Tennessee.